# Ramphastos
Ramphastos és un gènere d'ocells de la família dels ramfàstids (Ramphastidae ).

## Llista d'espècies
Aquest gènere està format per 11 espècies:
- tucà pitgroc (Ramphastos ambiguus).
- tucà ariel (Ramphastos ariel).
- tucà del Chocó (Ramphastos brevis).
- tucà gorjagroc (Ramphastos citrolaemus).
- tucà de culmen groc (Ramphastos culminatus).
- tucà de Cuvier (Ramphastos cuvieri).
- tucà ventrevermell (Ramphastos dicolorus).
- tucà becverdós (Ramphastos sulfuratus).
- tucà toco (Ramphastos toco).
- tucà pitblanc (Ramphastos tucanus).
- tucà vitel·lí (Ramphastos vitellinus).